# 102 Pułk Zmechanizowany

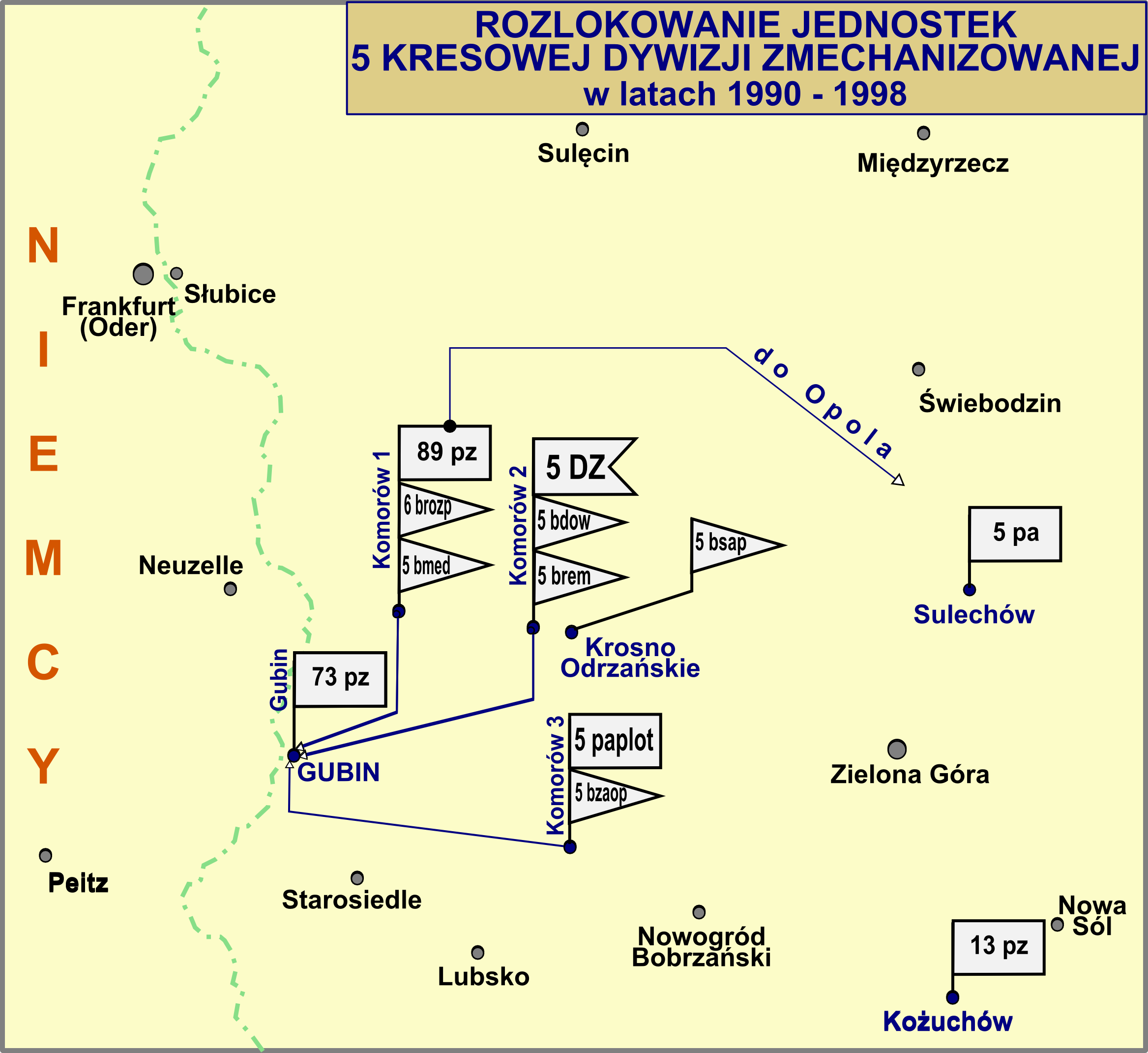
Pułk w Dywizji do 1993

102 Pułk Zmechanizowany (102 pz) – dawny oddział Wojsk Zmechanizowanych Sił Zbrojnych RP.
22 kwietnia 1992 roku 89 Pułk Zmechanizowany w Opolu został przemianowany na 102 Pułk Zmechanizowany.
Jednostka wchodziła w skład 5 Dywizji Zmechanizowanej, a od października 1993 roku - 10 Dywizji Zmechanizowanej.
W 1994 roku pułk został przeformowany w 5 Brygadę Pancerną „Skorpion”.

## Tradycje
15 maja 1993 roku na rynku w Opolu 102 pz przejął tradycje:
- 1, 2, 3 dywizjonów i szwadronów samochodów pancernych z lat  1920-1930
- 4 Dywizjonu Pancernego z lat 1930-1933
- 4 Batalionu Pancernego im. Hetmana Wielkiego Litewskiego Jana Karola Chodkiewicza z lat 1933-1939
- 4 Pułku Pancernego „Skorpion” z lat 1942-1947

## Skład
- Dowództwo i sztab
- kompania łączności
- pluton regulacji ruchu
- 2 bataliony zmechanizowane
- 2 bataliony czołgów
- dywizjon artylerii samobieżnej
- dywizjon przeciwlotniczy
- bateria przeciwpancerna
- kompania saperów
- kompania rozpoznawcza
- kompania zaopatrzenia
- kompania remontowa
- kompania medyczna
- pluton chemiczny

## Przekształcenia
26 Pułk Czołgów i Artylerii Pancernej → 13 batalion czołgów i artylerii pancernej → 26 Pułk Czołgów Średnich → 27 Pułk Czołgów → 89 Pułk Zmechanizowany  → 102 Pułk Zmechanizowany → 5 Brygada Pancerna „Skorpion”